# Рудня (річка)
Рудня (Луб'янка) — річка в Україні, у Звягельському районі Житомирської області, права притока річки Случі (басейн Прип'яті).

## Опис
Довжина річки 12  км, похил річки — 2,2 м/км, площа басейну водозбору 63,9  км². Впадає до Случі за 220 км від її гирла.

## Розташування
Починається на північно-східній околиці села Яворівка. Тече у північно-західному напрямку, а у межах села Барвинівка повертає на південний захід. На південно-західній околиці села Тальківка впадає у Случ.

## Притоки
- Орлик — річка у Звягельському районі Житомирської області, права притока Рудні. На річці розміщується с. Барвинівка (колишнє Черниця)[5][6].
  - Брід — ліва притока Орлика. Розміщується у південно-західній частині Житомирської області, поряд — смт Кам'яний Брід[7].